# Grand Prix Júnior de Patinação Artística no Gelo de Brisbane de 2017
Grand Prix Júnior de Patinação Artística no Gelo de Brisbane de 2017 foi o primeiro evento do Grand Prix Júnior de 2017–18 e a segunda vez que a Austrália sediou o Grand Prix ISU Júnior. A competição foi disputada entre os dias 23 de agosto e 26 de agosto, na cidade de Brisbane, Austrália. Os patinadores ganham pontos para se qualificar para a final do Grand Prix Júnior de 2017–18.

## Eventos
- Individual masculino
- Individual feminino
- Dança no gelo

## Medalhistas
| Evento                        | Ouro                                          | Prata                                    | Bronze                                             |
| Individual masculino detalhes | Alexei Krasnozhon · Estados Unidos            | Roman Savosin · Rússia                   | Egor Rukhin · Rússia                               |
| Individual feminino detalhes  | Alexandra Trusova · Rússia                    | Anastasia Gulyakova · Rússia             | Riko Takino · Japão                                |
| Dança no gelo detalhes        | Sofia Polishchuk · Alexander Vakhnov · Rússia | Marjorie Lajoie · Zachary Lagha · Canadá | Elizaveta Khudaiberdieva · Nikita Nazarov · Rússia |

## Resultados

### Individual masculino
| Pos.              | Nome               | Nacionalidade  | Pontos | PC         | PL         |
| ----------------- | ------------------ | -------------- | ------ | ---------- | ---------- |
| Medalha de ouro   | Alexei Krasnozhon  | Estados Unidos | 209.37 | 75.04 (1)  | 134.33 (1) |
| Medalha de prata  | Roman Savosin      | Rússia         | 196.20 | 68.68 (3)  | 127.52 (3) |
| Medalha de bronze | Egor Rukhin        | Rússia         | 185.12 | 57.51 (7)  | 127.61 (2) |
| 4                 | Joseph Phan        | Canadá         | 183.67 | 69.30 (2)  | 114.37 (7) |
| 5                 | Yuto Kishina       | Japão          | 182.48 | 59.99 (6)  | 122.49 (4) |
| 6                 | Daniel Grassl      | Itália         | 174.93 | 62.35 (5)  | 112.58 (8) |
| 7                 | Donovan Carrillo   | México         | 173.41 | 51.61 (9)  | 121.80 (5) |
| 8                 | Eric Sjoberg       | Estados Unidos | 170.54 | 53.69 (8)  | 116.85 (6) |
| 9                 | James Min          | Austrália      | 154.80 | 62.46 (4)  | 92.34 (10) |
| 10                | Taichiro Yamakuma  | Japão          | 149.21 | 50.05 (10) | 99.16 (9)  |
| 11                | Darian Kaptich     | Austrália      | 139.23 | 49.99 (11) | 89.24 (11) |
| 12                | Harrison Bain      | Nova Zelândia  | 111.34 | 40.48 (12) | 70.86 (12) |
| 13                | Giuseppe Triulcio  | Austrália      | 106.96 | 38.55 (13) | 68.41 (13) |
| 14                | Pagiel Yie Ken Sng | Singapura      | 103.75 | 36.33 (14) | 67.42 (14) |
| 15                | Yamato Rowe        | Filipinas      | 95.91  | 34.93 (15) | 60.98 (15) |
| WD                | Calvin Pratama     | Indonésia      | —      | — (WD)     |            |

### Individual feminino
| Pos.              | Nome                    | Nacionalidade  | Pontos | PC         | PL         |
| ----------------- | ----------------------- | -------------- | ------ | ---------- | ---------- |
| Medalha de ouro   | Alexandra Trusova       | Rússia         | 197.69 | 65.57 (1)  | 132.12 (1) |
| Medalha de prata  | Anastasiia Guliakova    | Rússia         | 181.43 | 63.47 (2)  | 117.96 (2) |
| Medalha de bronze | Riko Takino             | Japão          | 174.16 | 60.55 (3)  | 113.61 (3) |
| 4                 | Akari Matsuoka          | Japão          | 168.05 | 58.23 (4)  | 109.82 (4) |
| 5                 | Kaitlyn Nguyen          | Estados Unidos | 161.42 | 54.27 (6)  | 107.15 (5) |
| 6                 | Ting Cui                | Estados Unidos | 150.95 | 55.34 (5)  | 95.61 (7)  |
| 7                 | Aurora Cotop            | Canadá         | 140.14 | 43.39 (9)  | 96.75 (6)  |
| 8                 | Jeon Su-been            | Coreia do Sul  | 139.74 | 46.74 (7)  | 93.00 (8)  |
| 9                 | Ko Eun-bi               | Coreia do Sul  | 131.93 | 45.60 (8)  | 86.33 (9)  |
| 10                | Güzide Irmak Bayır      | Turquia        | 124.78 | 41.03 (11) | 83.75 (11) |
| 11                | Selma Ihr               | Suécia         | 121.97 | 37.98 (13) | 83.99 (10) |
| 12                | Andrea Montesinos Cantu | México         | 114.79 | 37.66 (15) | 77.13 (12) |
| 13                | Amelia Scarlett Jackson | Austrália      | 113.86 | 42.13 (10) | 71.73 (13) |
| 14                | Yi Christy Leung        | Hong Kong      | 107.88 | 38.81 (12) | 69.07 (15) |
| 15                | Amy Lin                 | Taipei Chinesa | 101.91 | 36.50 (16) | 65.41 (16) |
| 16                | Aleksandra Shlahova     | Letônia        | 99.71  | 37.70 (14) | 62.01 (18) |
| 17                | Sophie Abrams           | Israel         | 98.31  | 27.27 (21) | 71.04 (14) |
| 18                | Jordan Lazarus          | Austrália      | 96.21  | 32.41 (18) | 63.80 (17) |
| 19                | Serena Xu               | Austrália      | 95.49  | 35.52 (17) | 59.97 (19) |
| 20                | Nicola Korck            | Nova Zelândia  | 86.24  | 28.79 (19) | 57.45 (20) |
| 21                | Ching Ting Su           | Singapura      | 78.38  | 28.66 (20) | 49.72 (21) |
| 22                | Bianca Arianne Vinarao  | Filipinas      | 56.37  | 21.88 (22) | 34.49 (23) |
| 23                | Maria Blessia           | Indonésia      | 51.21  | 14.92 (23) | 36.29 (22) |
| 24                | Arunima Verabelli       | Índia          | 16.33  | 6.22 (24)  | 10.11 (24) |

### Dança no gelo
| Pos.              | Nome                                      | Nacionalidade  | Pontos | DC        | DL        |
| ----------------- | ----------------------------------------- | -------------- | ------ | --------- | --------- |
| Medalha de ouro   | Sofia Polishchuk / Alexander Vakhnov      | Rússia         | 145.86 | 61.08 (1) | 84.78 (1) |
| Medalha de prata  | Marjorie Lajoie / Zachary Lagha           | Canadá         | 138.92 | 58.55 (2) | 80.37 (2) |
| Medalha de bronze | Elizaveta Khudaiberdieva / Nikita Nazarov | Rússia         | 131.80 | 57.25 (3) | 74.55 (4) |
| 4                 | Eliana Gropman / Ian Somerville           | Estados Unidos | 127.60 | 52.40 (4) | 75.20 (3) |
| 5                 | Chloe Lewis / Logan Bye                   | Estados Unidos | 124.40 | 52.26 (5) | 72.14 (5) |
| 6                 | Natalie D'Alessandro / Bruce Waddell      | Canadá         | 113.25 | 47.70 (6) | 65.55 (6) |
| 7                 | Sasha Fear / George Waddell               | Reino Unido    | 110.32 | 44.93 (7) | 65.39 (7) |
| 8                 | Jessica Palfreyman / Charlton Doherty     | Austrália      | 82.68  | 33.53 (8) | 49.15 (8) |
| 9                 | Joanne Cho / Jake Meyer                   | Austrália      | 54.94  | 26.22 (9) | 28.72 (9) |

## Quadro de medalhas
| Ordem | País           | Medalha de ouro | Medalha de prata | Medalha de bronze |   | Ordem por total |
| ----- | -------------- | --------------- | ---------------- | ----------------- | - | --------------- |
| 1     | Rússia         | 2               | 2                | 2                 | 6 | 1               |
| 2     | Estados Unidos | 1               |                  |                   | 1 | 2               |
| 3     | Canadá         |                 | 1                |                   | 1 | 2               |
| 4     | Japão          |                 |                  | 1                 | 1 | 2               |
| TOTAL | TOTAL          | 3               | 3                | 3                 | 9 | —               |